# Подцеплен по-крупному
«Подцеплен по-крупному» («Получите 52 тысячи»; «Находка 52»; англ. 52 Pick-Up) — американский криминальный триллер 1986 года. По одноимённой повести Элмора Леонарда.

## Сюжет
Гарри Митчелл — бывший майор, а ныне успешный промышленник. Он со своей женой Барбарой живёт в пригороде Лос-Анджелеса. После 23 лет спокойной супружеской жизни Гарри изменяет жене с молодой девушкой Сини. Видеоплёнка с записью адюльтера попадает в руки вымогателей. Гарри не может обратиться в полицию, так как Барбара — политик местного масштаба и огласка может поставить крест на её репутации и карьере.
Шантажисты требуют выплачивать им $105 000 ежегодно до конца жизни, чтобы порочащая информация не всплыла, но Гарри, по совету своего адвоката, отказывается. За это преступники убивают Сини и присылают Гарри плёнку с этим процессом. После этого Гарри начинает мстить шантажистам сам…

## В ролях
- Рой Шайдер — Гарри Митчелл
- Энн-Маргрет — Барбара Митчелл, жена Гарри
- Келли Престон — Сини, любовница Гарри
- Джон Гловер — Алан Рэйми
- Вэнити — Дорин
- Кларенс Уильямс-третий — Бобби Шай
- Роберт Требор[англ.] — Лео Фрэнкс
- Дуг Макклюр[англ.] — Марк Арвесон

## Премьерный показ в разных странах[1]
- США — 7 ноября 1986
- Франция — 14 января 1987
- Нидерланды — 22 января 1987
- Западная Германия — 5 февраля 1987
- Финляндия — 3 апреля 1987
- Австралия — 14 мая 1987
- Швеция — 1 июня 1987
- Дания — 11 сентября 1987
- Португалия — 9 декабря 1988

## Обзоры, критика
(англ.)
- На сайте bernardschopen.tripod.com
- SCREEN: '52 PICK-UP,' A NO-FRILLS THRILLER, The New York Times, 7 ноября 1986 — опубликовано в день премьеры
- Robin’s Underrated Gems: 52 Pick-Up (1986), the-back-row.com, +видеофрагменты, 22 января 2011
- На сайте noiroftheweek.com, 18 февраля 2008